# 1965 год в литературе

## События
- Учреждена Премия Небьюла.
- В Японии учреждена литературная «Премия имени Дзюнъитиро Танидзаки».

## Премии

### Международные
- Нобелевская премия по литературе — Михаил Александрович Шолохов, «За художественную силу и цельность эпоса о донском казачестве в переломное для России время».

### Израиль
- Государственная премия Израиля за литературу на иврите:
  - Шломо Дикман;
  - Шломо Цемах.

### СССР
- Ленинская премия в области литературы — Сергей Смирнов, за книгу «Брестская крепость»

### США
- Пулитцеровская премия за художественную книгу — Шерли Энн Грау, «Стерегущие дом».
- Пулитцеровская премия за лучшую драму — Фрэнк Д.Гилрой, «Если бы не розы» (англ. The Subject Was Roses).
- Пулитцеровская премия за поэзию — Джон Берримен, «77 песен мечты» (англ. 77 Dream Songs).

### Франция
- Гонкуровская премия — Жак Борель, «Обожание».
- Премия Ренодо — Жорж Перек, «Вещи».
- Премия Фемина — Робер Пенже,« Кто-то» (фр. Quelqu’un).
- Премия Медичи — Рене-Виктор Пей,«Ревень» (фр. La Rhubarbe).
- Премия Фенеона — Жан Рикарду, «Константинопольская проза» (фр. La Prose de Constantinople).

## Книги
- «Девочка, с которой ничего не случится» — сборник рассказов Кира Булычёва.
- «Искры сердца» — сборник рассказов Емилиана Букова.

### Романы
- «Вверх по лестнице, ведущей вниз» (англ. Up the Down Staircase) — роман Бел Кауфман.
- «Всё время в пути» (фин. Matkoilla kaiken aikaa) — роман Ханну Мякеля.
- «Дай вам Бог здоровья, мистер Розуотер, или Не мечите бисера перед свиньями» (англ. God Bless You, Mr. Rosewater, or Pearls Before Swine) — роман Курта Воннегута.
- «Дом и корабль» — роман Александра Крона.
- «Луна — суровая хозяйка» (англ. The Moon Is a Harsh Mistress) — роман Роберта Энсона Хайнлайна.
- «Любавины» — роман Василия Шукшина.
- «Отель „ Бертрам“» (англ. At Bertram's Hotel) — роман Агаты Кристи.
- «Пробуждение» — роман Гайто Газданова.
- «Создатель вселенных» (англ. The Maker of Universes) — роман Филипа Хосе Фармера.
- «Солёный арбуз» — роман Владимира Орлова.
- «Человек с золотым пистолетом» (англ. The Man with the Golden Gun) — роман Яна Флеминга.

### Повести
- «Жаль, что вас не было с нами» — повесть Василия Аксёнова.
- «Мёртвым не больно» — повесть Василя Быкова.
- «На войне как на войне» — повесть Виктора Курочкина.
- «Побег в соловьиные зори» — повесть Владимира Кобликова.
- «Понедельник начинается в субботу» — повесть братьев Стругацких.
- «Семеро в одном доме» — повесть Виталия Сёмина.
- «Симор: Введение» (англ. Seymour: An Introduction) — повесть Джерома Сэлинджера.

### Малая проза
- «Победа» — рассказ Василия Аксёнова.
- «Человек, который видел антимир» — рассказ Ильи Варшавского.

### Пьесы
- «Мой бедный Марат» — пьеса Алексея Арбузова.

### Поэзия
- «Мой любовный дневник» — сборник стихов Андрея Вознесенского.
- «Пёс, девчонка и поэт» — сборник стихотворений Сергея Наровчатова.
- «Потом тишина» (норв. Stillheten efterpå) — сборник стихов Ролфа Якобсена.
- «Стена: поэма города» (лит. Siena: miesto poema) — поэма Юстинаса Марцинкявичюса.
- «Четверть века» — сборник стихотворений Сергея Наровчатова.

### Литературоведение
- «Ядро ореха. Критические очерки» — книга Льва Аннинского.

## Родились
- 29 сентября — Николай Фробениус, норвежский писатель и сценарист.
- 3 ноября — Евгений Банников, российский поэт, композитор, исполнитель бардовских песен, альпинист.

## Умерли
- 17 января — Луция Замайч, латышская писательница и поэтесса (род. в 1893).
- 9 марта — Казис Борута, литовский писатель (родился в 1905).
- 5 мая — Эдгар Миттельхольцер, гайанский писатель. Один из основоположников вест-индской литературы (род. в 1909).
- 17 августа – Дзюн Таками, японский писатель и поэт (род. в 1907).
- 23 августа –  Франсиско Антонио Энсина, чилийский прозаик
- 27 августа — Эусебиу Камилар, румынский писатель, поэт, переводчик (родился в 1910).
- 14 октября — Джаррелл, Рэндалл, американский поэт-лауреат (родился в 1914).
- 15 ноября — Борис Владимирович Гомзин, украинский поэт, прозаик, драматург, публицист (родился в 1887).
- 16 декабря — Уильям Сомерсет Моэм (William Somerset Maugham), английский писатель (родился в 1874).